# Bryum syriacum
Bryum syriacum là một loài Rêu trong họ Bryaceae. Loài này được Lorentz mô tả khoa học đầu tiên năm 1868.